# Lasioglossum etheridgei
Lasioglossum etheridgei là một loài Hymenoptera trong họ Halictidae. Loài này được Cockerell mô tả khoa học năm 1916.

## Hình ảnh

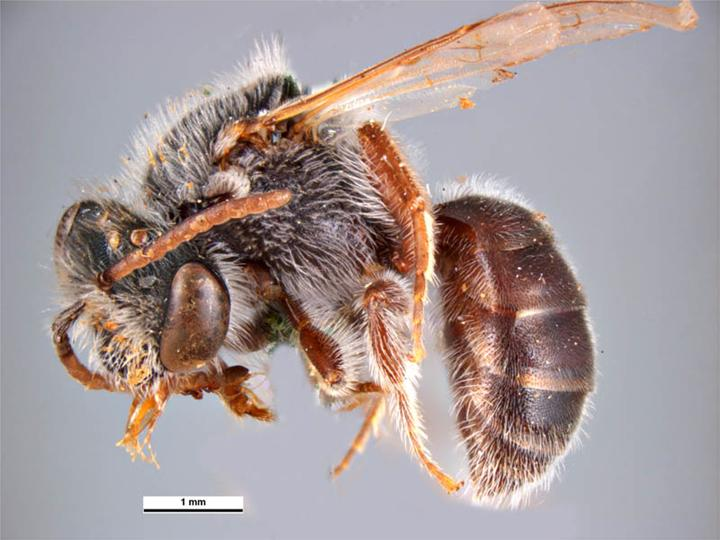